# Asociación de Clubs de Baloncesto
Asociación de Clubs de Baloncesto je španjolsko udruženje profesionalnih košarkaških klubova. 
Konstitucija ACB-a formalizirana je u srijedu 3. ožujka 1982. u Madridu. Potpisinici su bili: Carlos Casas (Manresa E.B.), Juan Fernández (OAR Ferrol), Santiago Toca (Valladolid C.B.), José Cabrera (C.B. Canarias), Ángel Palmi (C.B. Granollers), Carlos Pastrana (La Salle Bonanova) i Santiago March (Joventut de Badalona). Eduardo Portela i José Antonio Gasca fueron los impulsores.
Od sezone 1983./1984. organizacija ACB godišnje organizira natjecanje španjolskih muških elitnih košarkaških klubova, Ligu ACB, najviši razred košarkaškog natjecanja u Španjolskoj. Time je transformirana stara Nacionalna liga u novu Ligu ACB.
Eduardo Portela je predsjedavao ACB-om od 1990. a 1991. je godine pomogao uspostaviti organizaciju ULEB, kojoj danas predsjeda Portela. 
Sjedište ACB-a i ULEB-a je u Barceloni.